# ویلهم دور
ویلهم دور (انگلیسی: Wilhelm Dörr; ۷ دسامبر ۱۸۸۱ – ۴ آوریل ۱۹۵۵) ورزشکار دو و میدانی و طناب‌کشی اهل آلمان بود.